# Alexandre Chan

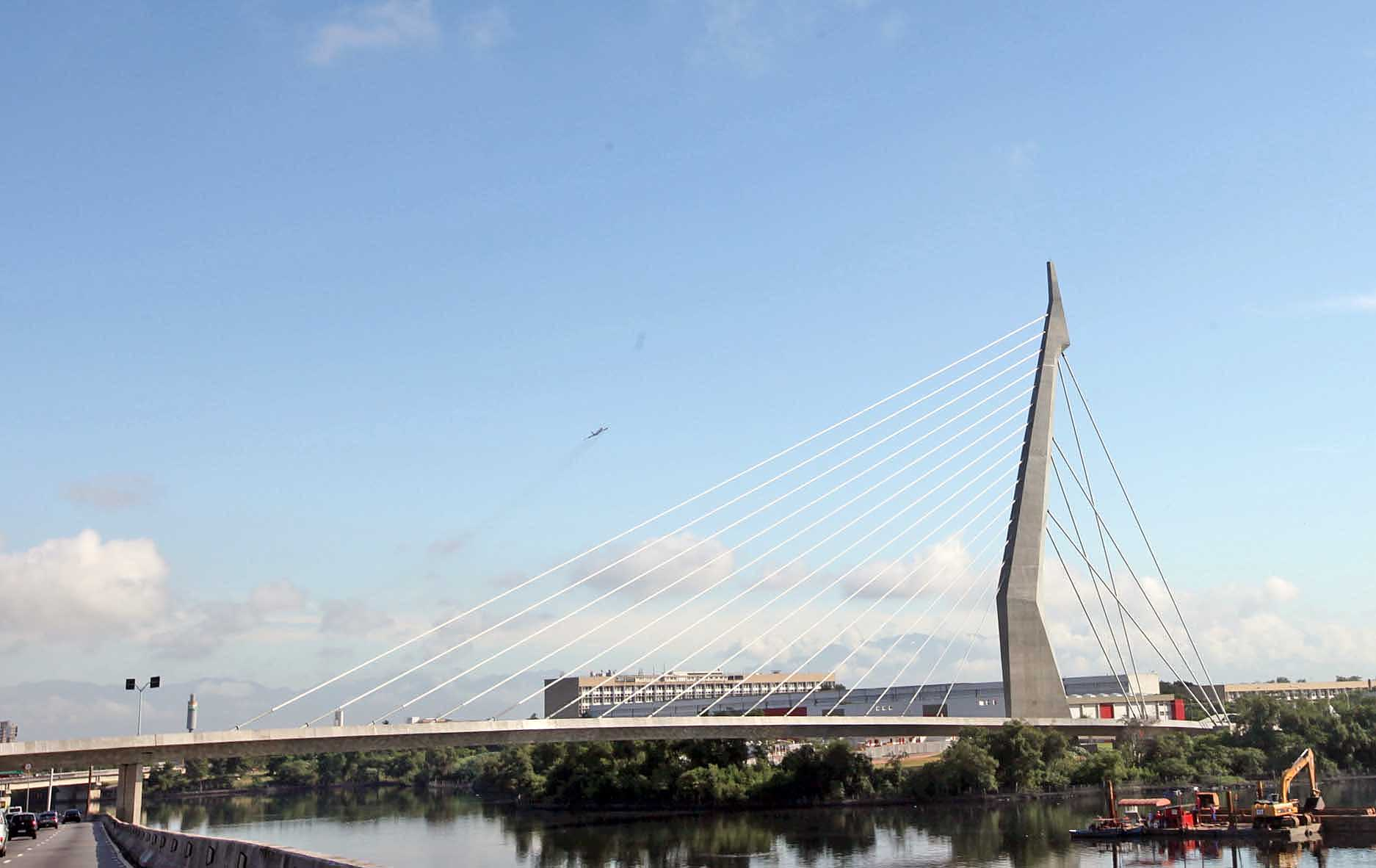
Ponte do Saber no Rio de Janeiro.

Alexandre Chan (Rio de Janeiro, 27 de março de 1942) é um arquiteto brasileiro.
Na adolescência Chan queria ser psicólogo. Alguns anos depois, à época da escolha para o vestibular, buscou a arquitetura, pois a psicologia não era uma profissão regulamentada. Passou em primeiro lugar no vestibular de arquitetura da UFRJ (Universidade Federal do Rio de Janeiro), vivenciando todo o fervor provocado pela construção da cidade de Brasília (1960). Veio a se formar em 1965.
Em 1969 passou no concurso para o BNH (Banco Nacional da Habitação). No entanto, não assumiu o cargo porque queria apenas escrever uma monografia (exigencia do concurso) defendendo a regionalização e aproveitamento dos recursos locais nos sistemas construtivos, o que ia contra maior parte das diretrizes do Banco. Foi também indicado e aprovado para assumir a cadeira de professor da Escola de Engenharia, em 1971, e da Faculdade de Arquitetura e Urbanismo, em 1972, ambas na UFRJ. Como julgava não ter tempo para se dedicar adequadamente ao magistério, não assumiu os cargos. Na mesma época fundou a Associação dos Arquitetos, semente do futuro Sindicato dos Arquitetos do Rio de Janeiro, do qual também participou da fundação, além de ter atuado em várias diretorias.
Dentre os maiores projetos em volume está o Complexo Rio Sul (shopping e torre de escritórios), com quase 280 mil m2 terminados em 1982 e que marcou a retomada dos shoppings centers na capital fluminense. entre 1982 e 1984 foi gestor-fundador do NEPPA/FAU (Núcleo de Exercício Profissional e Pesquisa de Arquitetura da Faculdade de Arquitetura e Urbanismo), da UFRJ.
Apesar de ser também autor do Piscinão de Ramos, no Rio de Janeiro, seu projeto mais conhecido é, sem dúvida, a Ponte Juscelino Kubitschek, localizada na capital federal, sobre o lago Paranoá, e que faz a ligação viária entre o Setor de Clubes e o Setor Habitacional Individual Sul de Brasília. "Circulam pela internet citações como sendo (a ponte) projeto de Oscar Niemeyer, o que me honra muito", comenta. Fato é que essa ponte lhe rendeu um prêmio internacional, em 2003: a Medalha Gustav Lindenthal, outorgada pela Sociedade dos Engenheiros do Estado da Pensilvânia, Estados Unidos. Por causa deste prêmio, a estrutura ficou localmente conhecida como a ponte mais bela do mundo.
Acaba de ser inaugurada a Ponte do Saber, em 17.02.2012 , ligando a Ilha do Fundão ao continente, primeira ponte estaiada na cidade do Rio de Janeiro , onde tambem foi autor do partido formal-estrutural e arquitetura monumental.
Atualmente tem trabalhado com projetos de forte motivação ambiental e socioeconômica, associando-se a fundações, empresas, empreendedores ambientais, construtoras, órgãos governamentais e empresas de terceiro setor.

## Obras marcantes das quais participou
- Ponte Juscelino Kubitschek, em Brasília, (DF);
- Complexo de escritórios e Shopping Rio Sul e Piscinão de Ramos, na cidade do Rio de Janeiro, (RJ);
- Auditório da Academia Militar das Agulhas Negras (AMAN), em Resende (RJ);
- Parque Ecológico do Mini-Pantanal, em Paulínia (SP);
- Ponte do Saber, em Ilha do Fundão, Rio de Janeiro RJ;